# Discografia di Charli XCX
La discografia di Charli XCX, cantautrice britannica, consiste in sei album in studio, quattro mixtape, tre EP, un album live e oltre cinquanta  singoli, inclusi quelli come artista principale e come artista ospite. 
Nel 2007, all'età di quattordici anni, Charli XCX cominciò a registrare il suo album di debutto tramite un prestito accordato con i suoi genitori. I due singoli, !Franchesckaar! e il doppio lato Emelline/Art Bitch, furono pubblicati nel tardo 2008 sotto Orgy Music. Nel giugno 2012, Charli pubblicò il suo primo mixtape, intitolato Heartbreaks and Earthquakes, composto da otto canzoni. Un secondo mixtape, intitolato Super Ultra, fu pubblicato a novembre dello stesso anno. L'album studio di debutto, True Romance, fu pubblicato nell'aprile 2013, e raggiunse la posizione numero 85 nella UK Albums Chart, la posizione numero 5 nella classifica statunitense Heatseekers Albums  e numero 11 nella classifica ARIA Hitseekers in Australia.
SuperLove fu pubblicato come singolo autonomo nel dicembre 2013, raggiungendo la posizione numero 62 nella UK Singles Chart. Nel 2014, Charli pubblicò il singolo Boom Clap, in origine colonna sonora del film Colpa delle stelle. La canzone fu un successo internazionale, raggiungendo la posizione numero 6 in Regno Unito, numero 8 nella classifica americana Billboard Hot 100 statunitense e la top 10 in Australia, Canada e Nuova Zelanda. Boom Clap fu successivamente aggiunto nel secondo album studio, Sucker, pubblicato nel dicembre 2014. Uscirono altri singoli come Break the Rules e Doing It, insieme alla cantante Rita Ora. Charli ha collaborato a due successi internazionali: il primo è stato I Love It del duo Icona Pop, che raggiunse la posizione numero uno nel Regno Unito e la top 10 in vari stati come Stati Uniti, Canada, Irlanda e Germania; il secondo è stato Fancy con Iggy Azalea, che raggiunse la cima nella classifica americana Billboard Hot 100 e la top 10 in diversi paesi inclusi il Regno Unito, Canada, Irlanda e Australia.

## Album

### Album in studio
| Anno                                                                                               | Dettagli album | Posizione massima | Posizione massima | Posizione massima | Posizione massima | Posizione massima | Posizione massima | Posizione massima | Posizione massima | Posizione massima | Posizione massima | Certificazioni                  |
| Anno                                                                                               | Dettagli album | UK                | AUS               | AUT               | BEL (FL)          | FRA               | GER               | IRE               | NL                | SWI               | US                | Certificazioni                  |
| -------------------------------------------------------------------------------------------------- | --- | ----------------- | ----------------- | ----------------- | ----------------- | ----------------- | ----------------- | ----------------- | ----------------- | ----------------- | ----------------- | ------------------------------- |
| 2013                                                                                               | True Romance - Pubblicato: 12 aprile 2013 - Formato: CD, LP, download digitale, streaming - Etichetta: Asylum, Atlantic        | 85                | —                 | —                 | —                 | —                 | —                 | —                 | —                 | —                 | —                 |                                 |
| 2014                                                                                               | Sucker - Pubblicato: 15 dicembre 2014 - Formato: CD, LP, download digitale, streaming - Etichetta: Asylum, Atlantic            | 15                | 53                | 44                | 61                | 42                | 57                | 17                | 65                | 33                | 28                |                                 |
| 2019                                                                                               | Charli - Pubblicato: 13 settembre 2019 - Formato: CD, LP, download digitale, streaming - Etichetta: Asylum, Atlantic           | 14                | 7                 | 73                | 55                | 92                | 91                | 21                | 26                | 54                | 42                |                                 |
| 2020                                                                                               | How I'm Feeling Now - Pubblicato: 15 maggio 2020 - Formato: CD, LP, download digitale, streaming - Etichetta: Asylum, Atlantic | 33                | 37                | —                 | 106               | —                 | 100               | 27                | 40                | —                 | 111               |                                 |
| 2022                                                                                               | Crash - Pubblicato: 18 marzo 2022 - Formato: CD, LP, MC, download digitale, streaming - Etichetta: Atlantic                    | 1                 | 1                 | 9                 | 11                | 53                | 19                | 1                 | 16                | 19                | 7                 | - UK: Argento                   |
| 2024                                                                                               | Brat - Pubblicato: 7 giugno 2024 - Formato: CD, LP, MC, download digitale, streaming - Etichetta: Atlantic                     | 1                 | 1                 | 7                 | 3                 | 16                | 5                 | 1                 | 4                 | 7                 | 3                 | - UK: Oro - CAN: Oro - NZL: Oro |
| "—" indica che l'album non è entrato in classifica o che non è stato pubblicato in quel territorio | |                   |                   |                   |                   |                   |                   |                   |                   |                   |                   |                                 |

### Album dal vivo
| Anno | Dettagli album |
| ---- | --- |
| 2020 | Live from Austin - Pubblicato: 10 luglio 2020 - Etichetta: Warner, Asylum - Formato: download digitale, streaming |

### Album di remix
| Anno | Dettagli album |
| ---- | --- |
| 2024 | Brat and It's Completely Different but Also Still Brat - Pubblicato: 11 ottobre 2024 - Etichetta: Asylum - Formato: CD, LP, MC, download digitale, streaming |

### Mixtape
| Anno | Dettagli album                                                                                                 |
| ---- | --- |
| 2012 | Heartbreaks and Earthquakes - Pubblicato: 12 giugno 2012 - Formato: download digitale                          |
| 2012 | Super Ultra - Pubblicato: 7 novembre 2012 - Formato: download digitale                                         |
| 2017 | Number 1 Angel - Pubblicato: 10 marzo 2017 - Etichetta: Asylum - Formati: LP, MC, download digitale, streaming |
| 2017 | Pop 2 - Pubblicato: 15 dicembre 2017 - Etichetta: Asylum - Formati: LP, MC, download digitale, streaming       |

## Extended play
| Anno | Dettagli | Posizione massima |
| Anno | Dettagli | US Dance          |
| ---- | --- | ----------------- |
| 2012 | iTunes Festival: London 2012 - Pubblicato: 10 settembre 2012 - Formato: download digitale - Etichetta: Warner | —                 |
| 2015 | Spotify Sessions - Pubblicato: 5 giugno 2015 - Formato: streaming - Etichetta: Atlantic                       | —                 |
| 2016 | Vroom Vroom - Pubblicato: 26 febbraio 2016 - Formato: download digitale - Etichetta: Vroom Vroom              | 2                 |

## Singoli

### Come artista principale
| Anno | Titolo                                                          | Posizione massima | Posizione massima | Posizione massima | Posizione massima | Posizione massima | Posizione massima | Posizione massima | Posizione massima | Posizione massima | Posizione massima | Certificazioni                                                                          | Album di provenienza                                   |
| Anno | Titolo                                                          | UK                | AUS               | AUT               | CAN               | FRA               | GER               | IRE               | NZ                | SWI               | US                | Certificazioni                                                                          | Album di provenienza                                   |
| ---- | --------------------------------------------------------------- | ----------------- | ----------------- | ----------------- | ----------------- | ----------------- | ----------------- | ----------------- | ----------------- | ----------------- | ----------------- | --------------------------------------------------------------------------------------- | ------------------------------------------------------ |
| 2008 | !Franchesckaar!                                                 | —                 | —                 | —                 | —                 | —                 | —                 | —                 | —                 | —                 | —                 |                                                                                         | /                                                      |
| 2008 | Emelline/Art Bitch                                              | —                 | —                 | —                 | —                 | —                 | —                 | —                 | —                 | —                 | —                 |                                                                                         | /                                                      |
| 2011 | Stay Away                                                       | —                 | —                 | —                 | —                 | —                 | —                 | —                 | —                 | —                 | —                 |                                                                                         | True Romance                                           |
| 2011 | End of the World (con Alex Metric)                              | —                 | —                 | —                 | —                 | —                 | —                 | —                 | —                 | —                 | —                 |                                                                                         | Open Your Eyes                                         |
| 2011 | Nuclear Seasons                                                 | —                 | —                 | —                 | —                 | —                 | —                 | —                 | —                 | —                 | —                 |                                                                                         | True Romance                                           |
| 2012 | You're the One                                                  | —                 | —                 | —                 | —                 | —                 | —                 | —                 | —                 | —                 | —                 |                                                                                         | True Romance                                           |
| 2013 | You (Ha Ha Ha)                                                  | —                 | —                 | —                 | —                 | —                 | —                 | —                 | —                 | —                 | —                 |                                                                                         | True Romance                                           |
| 2013 | What I Like                                                     | —                 | —                 | —                 | —                 | —                 | —                 | —                 | —                 | —                 | —                 |                                                                                         | True Romance                                           |
| 2013 | SuperLove                                                       | 62                | —                 | —                 | —                 | —                 | —                 | —                 | —                 | —                 | —                 |                                                                                         | /                                                      |
| 2014 | Boom Clap                                                       | 6                 | 9                 | 26                | 8                 | 15                | 36                | 8                 | 7                 | 33                | 8                 | - UK: Oro - AUS: Platino (2) - AUT: Oro - CAN: Platino (2) - USA: Platino (2) - NZ: Oro | Sucker                                                 |
| 2014 | Break the Rules                                                 | 35                | 10                | 6                 | 69                | 13                | 4                 | 46                | 31                | 13                | 91                | - AUS: Platino - GER: Oro - USA: Oro                                                    | Sucker                                                 |
| 2015 | Doing It (feat. Rita Ora)                                       | 8                 | 68                | —                 | —                 | 165               | —                 | 23                | —                 | —                 | —                 | - UK: Argento                                                                           | Sucker                                                 |
| 2015 | Famous                                                          | 176               | 75                | —                 | —                 | —                 | —                 | —                 | —                 | —                 | —                 |                                                                                         | Sucker                                                 |
| 2016 | After the Afterparty (feat. Lil Yachty)                         | 29                | 30                | —                 | —                 | —                 | —                 | 44                | 47                | —                 | —                 | - UK: Argento - AUS: Oro                                                                | /                                                      |
| 2017 | Boys                                                            | 31                | 60                | —                 | 60                | 159               | —                 | 55                | —                 | —                 | —                 | - UK: Argento                                                                           | /                                                      |
| 2017 | Out of My Head (feat. Tove Lo e Alma)                           | —                 | —                 | —                 | —                 | —                 | —                 | —                 | —                 | —                 | —                 |                                                                                         | Pop 2                                                  |
| 2018 | 5 in the Morning                                                | —                 | —                 | —                 | —                 | —                 | —                 | —                 | —                 | —                 | —                 |                                                                                         | /                                                      |
| 2018 | Focus                                                           | —                 | —                 | —                 | —                 | —                 | —                 | —                 | —                 | —                 | —                 |                                                                                         | /                                                      |
| 2018 | No Angel                                                        | —                 | —                 | —                 | —                 | —                 | —                 | —                 | —                 | —                 | —                 |                                                                                         | /                                                      |
| 2018 | Girls Night Out                                                 | —                 | —                 | —                 | —                 | —                 | —                 | —                 | —                 | —                 | —                 |                                                                                         | /                                                      |
| 2018 | 1999 (con Troye Sivan)                                          | 13                | 18                | —                 | —                 | —                 | —                 | 34                | —                 | —                 | —                 | - UK: Argento - AUS: Platino (2)                                                        | Charli                                                 |
| 2019 | Blame It on Your Love (feat. Lizzo)                             | 69                | —                 | —                 | —                 | —                 | —                 | 67                | —                 | —                 | —                 |                                                                                         | Charli                                                 |
| 2019 | Dream Glow (con i BTS)                                          | 61                | 77                | —                 | —                 | —                 | —                 | 63                | —                 | 89                | —                 |                                                                                         | BTS World                                              |
| 2019 | Gone (con Christine and the Queens)                             | 58                | —                 | —                 | —                 | —                 | —                 | 56                | —                 | —                 | —                 |                                                                                         | Charli                                                 |
| 2019 | Click (No Boys Remix) (feat. Kim Petras e Slayyyter)            | —                 | —                 | —                 | —                 | —                 | —                 | —                 | —                 | —                 | —                 |                                                                                         | Charli                                                 |
| 2019 | White Mercedes                                                  | —                 | —                 | —                 | —                 | —                 | —                 | —                 | —                 | —                 | —                 |                                                                                         | Charli                                                 |
| 2019 | Bricks (con Tommy Genesis)                                      | —                 | —                 | —                 | —                 | —                 | —                 | —                 | —                 | —                 | —                 |                                                                                         | /                                                      |
| 2020 | Forever                                                         | —                 | —                 | —                 | —                 | —                 | —                 | —                 | —                 | —                 | —                 |                                                                                         | How I'm Feeling Now                                    |
| 2020 | Claws                                                           | —                 | —                 | —                 | —                 | —                 | —                 | —                 | —                 | —                 | —                 |                                                                                         | How I'm Feeling Now                                    |
| 2020 | I Finally Understand                                            | —                 | —                 | —                 | —                 | —                 | —                 | —                 | —                 | —                 | —                 |                                                                                         | How I'm Feeling Now                                    |
| 2021 | Charger (con Elio)                                              | —                 | —                 | —                 | —                 | —                 | —                 | —                 | —                 | —                 | —                 |                                                                                         | Elio and Friends: The Remixes                          |
| 2021 | Spinning (con No Rome e The 1975)                               | 94                | —                 | —                 | —                 | —                 | —                 | 81                | —                 | —                 | —                 |                                                                                         | /                                                      |
| 2021 | Xcxoplex                                                        | —                 | —                 | —                 | —                 | —                 | —                 | —                 | —                 | —                 | —                 |                                                                                         | Apple vs. 7G                                           |
| 2021 | Good Ones                                                       | 44                | 94                | —                 | —                 | —                 | —                 | 32                | —                 | —                 | —                 | - UK: Argento                                                                           | Crash                                                  |
| 2021 | New Shapes (feat. Christine and the Queens e Caroline Polachek) | —                 | —                 | —                 | —                 | —                 | —                 | 90                | —                 | —                 | —                 |                                                                                         | Crash                                                  |
| 2022 | Beg for You (feat. Rina Sawayama)                               | 24                | —                 | —                 | —                 | —                 | —                 | 33                | —                 | —                 | —                 | - UK: Argento                                                                           | Crash                                                  |
| 2022 | Baby                                                            | —                 | —                 | —                 | —                 | —                 | —                 | —                 | —                 | —                 | —                 |                                                                                         | Crash                                                  |
| 2022 | Hot in It (con Tiësto)                                          | 24                | —                 | —                 | 81                | —                 | 76                | 27                | —                 | —                 | —                 | - UK: Argento                                                                           | Drive                                                  |
| 2022 | Hot Girl                                                        | —                 | —                 | —                 | —                 | —                 | —                 | —                 | —                 | —                 | —                 |                                                                                         | Bodies Bodies Bodies                                   |
| 2023 | Speed Drive                                                     | 9                 | 22                | —                 | 44                | —                 | 82                | 7                 | 22                | 89                | 73                |                                                                                         | Barbie: The Album                                      |
| 2023 | In the City (con Sam Smith)                                     | 41                | —                 | —                 | —                 | —                 | —                 | 47                | —                 | —                 | —                 |                                                                                         | /                                                      |
| 2024 | Von Dutch                                                       | 26                | 77                | —                 | —                 | —                 | —                 | 34                | —                 | —                 | —                 | - UK: Argento - CAN: Oro                                                                | Brat                                                   |
| 2024 | 360                                                             | 11                | 24                | —                 | 42                | —                 | —                 | 11                | 33                | —                 | 41                | - UK: Argento - AUS: Oro - CAN: Oro                                                     | Brat                                                   |
| 2024 | Guess (remix con Billie Eilish)                                 | 1                 | 1                 | 3                 | 9                 | 53                | 14                | 1                 | 1                 | 5                 | 12                | - UK: Platino - AUS: Oro - CAN: Oro                                                     | Brat and It's Completely Different but Also Still Brat |
| 2024 | Apple                                                           | 8                 | 18                | 74                | 37                | —                 | —                 | 9                 | 22                | 93                | 51                | - AUS: Oro                                                                              | Brat                                                   |

### Come artista ospite
| Anno | Titolo                                                                           | Posizione massima | Posizione massima | Posizione massima | Posizione massima | Posizione massima | Posizione massima | Posizione massima | Posizione massima | Posizione massima | Posizione massima | Certificazioni | Album               |
| Anno | Titolo                                                                           | UK                | AUS               | CAN               | FRA               | GER               | IRE               | NZ                | SWE               | SWI               | US                | Certificazioni | Album               |
| ---- | -------------------------------------------------------------------------------- | ----------------- | ----------------- | ----------------- | ----------------- | ----------------- | ----------------- | ----------------- | ----------------- | ----------------- | ----------------- | --- | ------------------- |
| 2012 | I Love It (Icona Pop featuring Charli XCX)                                       | 1                 | 3                 | 9                 | 18                | 3                 | 8                 | 9                 | 2                 | 10                | 7                 | - UK: Platino - AUS: Platino (4) - GER: Oro (3) - SWE: Platino - SWI: Platino - CAN: Platino (3) - USA: Platino (4) - NZ: Oro | Icona Pop           |
| 2013 | Illusions Of (J£zus Million featuing Charli XCX)                                 | —                 | —                 | —                 | —                 | —                 | —                 | —                 | —                 | —                 | —                 | | Double Denim Vol. 1 |
| 2014 | Fancy (Iggy Azalea featuring Charli XCX)                                         | 5                 | 5                 | 1                 | 21                | 51                | 12                | 1                 | 23                | 52                | 1                 | - UK: Platino - AUS: Platino (4) - GER: Platino - CAN: Platino (3) - USA: Platino (7) - NZ: Platino                           | The New Classic     |
| 2015 | Drop That Kitty (Ty Dolla Sign featuring Charli XCX e Tinashe)                   | —                 | —                 | —                 | 198               | —                 | —                 | —                 | —                 | —                 | —                 | | /                   |
| 2015 | Hand in the Fire (Mr. Oizo featuring Charli XCX)                                 | —                 | —                 | —                 | 124               | —                 | —                 | —                 | —                 | —                 | —                 | | All Wet             |
| 2017 | Crazy Crazy (Yasutaka Nakata featuring Charli XCX e Kyary Pamyu Pamyu)           | —                 | —                 | —                 | —                 | —                 | —                 | —                 | —                 | —                 | —                 | | /                   |
| 2017 | 1 Night (Mura Masa featuring Charli XCX)                                         | —                 | —                 | —                 | —                 | —                 | —                 | —                 | —                 | —                 | —                 | | Mura Masa           |
| 2017 | Dirty Sexy Money (David Guetta e Afrojack featuring Charli XCX e French Montana) | 35                | 18                | 90                | 22                | 46                | 41                | 26                | 82                | 52                | —                 | - UK: Argento - AUS: Platino - NZ: Oro - FRA: Oro                                                                             | 7                   |
| 2018 | Girls (Rita Ora featuring Cardi B, Charli XCX e Bebe Rexha)                      | 22                | 52                | 72                | 138               | 69                | 26                | —                 | 66                | 54                | —                 | - UK: Oro - AUS: Oro | Phoenix             |
| 2018 | Bitches (Tove Lo featuring Charli XCX, Icona Pop, Elliphant e Alma)              | —                 | —                 | —                 | —                 | —                 | —                 | —                 | —                 | —                 | —                 | | Blue Lips           |
| 2019 | Spicy (Herve Pagez e Diplo featuring Charli XCX)                                 | —                 | —                 | —                 | 87                | —                 | —                 | —                 | —                 | —                 | —                 | | /                   |
| 2019 | XXXTC (Brooke Candy featuring Charli XCX e Maliibu Miitch)                       | —                 | —                 | —                 | —                 | —                 | —                 | —                 | —                 | —                 | —                 | | Sexorcism           |
| 2019 | Flash Pose (Pabllo Vittar featuring Charli XCX)                                  | —                 | —                 | —                 | —                 | —                 | —                 | —                 | —                 | —                 | —                 | | 111                 |
| 2021 | Out Out (Joel Corry featuring Jax Jones, Charli XCX e Saweetie)                  | 6                 | 31                | 69                | 109               | 20                | 2                 | —                 | 88                | 32                | —                 | - UK: Platino - AUS: Oro - GER: Oro - CAN: Platino - FRA: Oro                                                                 | TBA                 |

## Collaborazioni

### Come interprete
| Titolo                                | Anno | Altri artisti             | Album                                                                     |
| ------------------------------------- | ---- | ------------------------- | ------------------------------------------------------------------------- |
| Your Eyes                             | 2010 | Ocelot                    | No Requests                                                               |
| Smile                                 | 2013 | Benga                     | Chapter II                                                                |
| Float On                              | 2013 | Danny Brown               | Old                                                                       |
| Just Desserts                         | 2013 | Marina and the Diamonds   | /                                                                         |
| Kingdom                               | 2014 | Simon Le Bon              | The Hunger Games: Mockingjay, Part 1 - Original Motion Picture Soundtrack |
| Diamonds                              | 2015 | Giorgio Moroder           | Déjà Vu                                                                   |
| Rollercoaster                         | 2015 | Bleachers                 | Terrible Thrills Vol. 2                                                   |
| Oz vs. Eden                           | 2015 | Lawrence Rothman          | /                                                                         |
| Banshee                               | 2016 | Santigold                 | 99¢                                                                       |
| For U                                 | 2016 | Miike Snow                | iii                                                                       |
| Explode                               | 2016 | Nessuno                   | The Angry Birds Movie: Original Motion Picture Soundtrack                 |
| Deadstream (Rostam Version)           | 2017 | Jim-E Stack, Rostam       | It's Jim-ee                                                               |
| I'm a Dream                           | 2017 | BC Unidos                 | Bicycle                                                                   |
| Moonlight                             | 2018 | Lil Xan                   | Total Xanarchy                                                            |
| 100 Bad (Charli XCX Remix)            | 2018 | Tommy Genesis             | Tommy Genesis                                                             |
| If It's Over                          | 2018 | MØ                        | Forever Neverland                                                         |
| Playboy Style                         | 2018 | Clean Bandit, Bhad Bhabie | What Is Love?                                                             |
| Let U Down                            | 2018 | Lil Peep                  | /                                                                         |
| Miss U                                | 2018 | Nessuno                   | 13 Reasons Why: Season 3                                                  |
| Xcxoplex (Dream Mix)                  | 2021 | A. G. Cook                | Dream Logic                                                               |
| 911 (Charli XCX and A. G. Cook Remix) | 2021 | Lady Gaga                 | Dawn of Chromatica                                                        |
| Speed Drive                           | 2023 | Nessuno                   | Barbie: The Album                                                         |

### Come autrice
| Titolo                 | Anno | Artista                                                | Album                  |
| ---------------------- | ---- | ------------------------------------------------------ | ---------------------- |
| So Alive               | 2014 | Neon Jungle                                            | Welcome to the Jungle  |
| OctaHate               | 2014 | Ryn Weaver                                             | The Fool               |
| Say Fuck It            | 2014 | Buckcherry                                             | Fuck                   |
| When I Find Love Again | 2014 | James Blunt                                            | Moon Landing           |
| Boyfriend Material     | 2014 | Bella Thorne                                           | Jersey                 |
| Beg for It             | 2014 | Iggy Azalea featuring MØ                               | Reclassified           |
| OK                     | 2015 | Madeon                                                 | Adventure              |
| Same Old Love          | 2015 | Selena Gomez                                           | Revival                |
| Boys & Girls           | 2016 | will.i.am featuring Pia Mia                            | /                      |
| I, U, Us               | 2016 | Raye                                                   | Second                 |
| Jealous                | 2016 | AlunaGeorge                                            | I Remember             |
| Four by Four           | 2016 | All About She                                          | /                      |
| Drum                   | 2016 | MØ                                                     | /                      |
| Gravity                | 2017 | Blondie                                                | Pollinator             |
| Tonight                | 2017 | Blondie                                                | Pollinator             |
| Phases                 | 2017 | Alma featuring French Montana                          | /                      |
| OMG                    | 2017 | Camila Cabello featuring Quavo                         | /                      |
| Dance for Me           | 2018 | Alma featuring MØ                                      | Heavy Rules Mixtape    |
| Be Right Here          | 2018 | Kungs e Stargate                                       | /                      |
| My Sex                 | 2018 | Brooke Candy featuring Mykki Blanco, Pussy Riot e MNDR | /                      |
| Hurts like Hell        | 2018 | Madison Beer featuring Offset                          | /                      |
| Someone New            | 2019 | Astrid S                                               | Trust Issues           |
| Girls Like Us          | 2019 | Twice                                                  | Fancy You              |
| Señorita               | 2019 | Shawn Mendes e Camila Cabello                          | Shawn Mendes e Romance |